# Leo Sundqvist
Leo Sundqvist (né le 12 juin 2007 à Gävle en Suède) est un joueur professionnel suédois de hockey sur glace. Il évolue à la position d'ailier droit.

## Statistiques
| Saison    | Équipe        | Ligue     |    | Saison régulière | Saison régulière | Saison régulière | Saison régulière | Saison régulière |   | Séries éliminatoires | Séries éliminatoires | Séries éliminatoires | Séries éliminatoires | Séries éliminatoires |
| Saison    | Équipe        | Ligue     | PJ | B                | A                | Pts              | Pun              | PJ               | B | A                    | Pts                  | Pun                  |                      |                      |
| 2023-2024 | Brynäs IF U20 | SuperElit | 10 | 3                | 4                | 7                | 2                | -                | - | -                    | -                    | -                    |                      |                      |
| 2024-2025 | Brynäs IF U20 | SuperElit | 33 | 15               | 11               | 26               | 10               | 3                | 1 | 0                    | 1                    | 25                   |                      |                      |
| 2024-2025 | Brynäs IF     | SHL       | 16 | 0                | 2                | 2                | 0                | 7                | 0 | 0                    | 0                    | 2                    |                      |                      |